# SR 1 (Калифорния)
Автодорога штата Калифорния SR 1 (англ. California State Route 1, часто Highway 1) — проходит вдоль большей части тихоокеанского побережья штата Калифорния, знаменита тем, что пролегает вблизи одной из самых живописных береговых линий в мире. Протяжённость дороги составляет 1055 километров. В непосредственной близости от дороги находится Форт-Росс.

## Описание

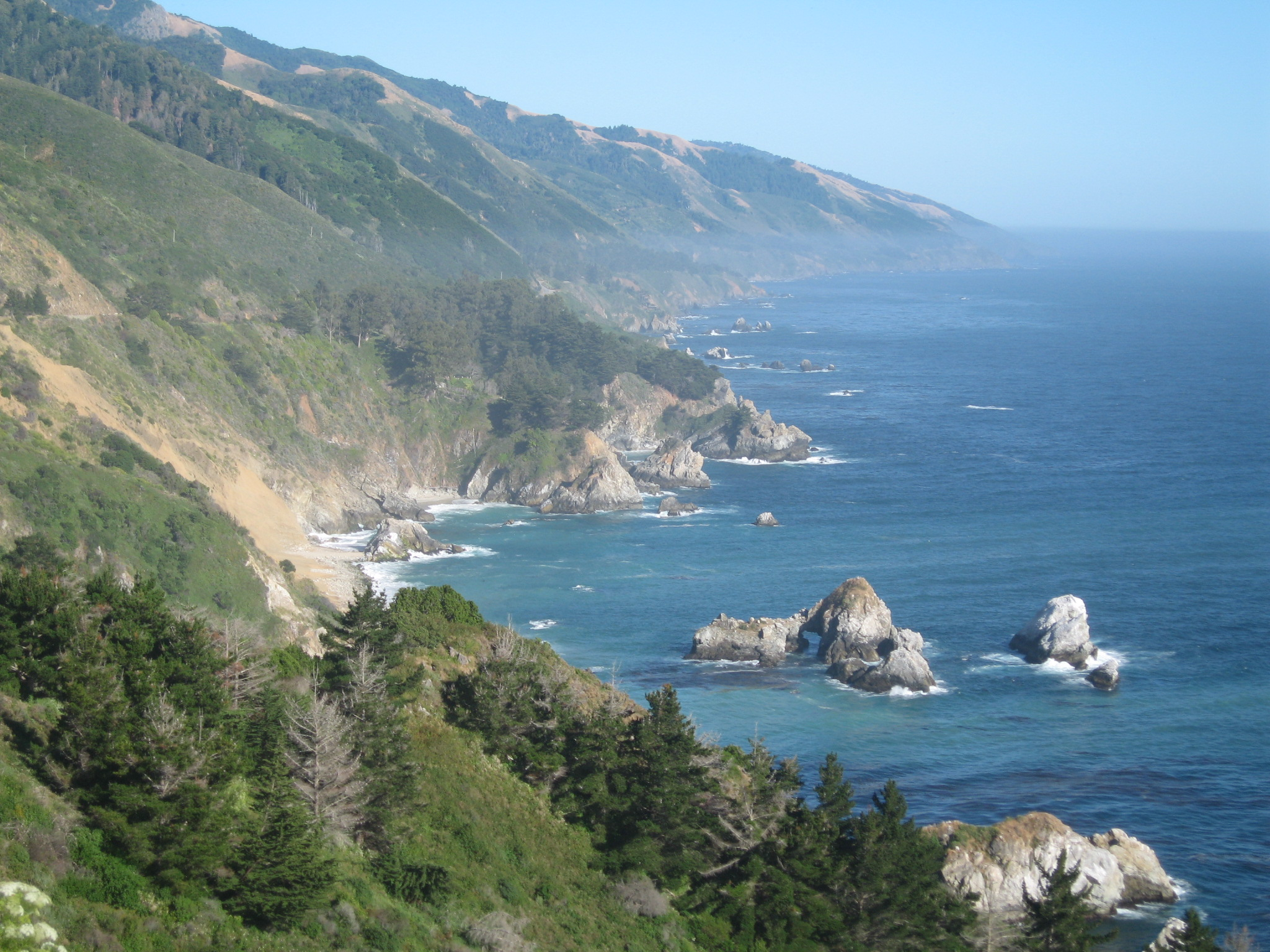
Береговая линия вблизи автодороги (Центральная Калифорния, Биг-Сюр)

Автодорога штата Калифорния SR 1 входит в систему скоростных шоссе Калифорнии. Некоторые участки автодороги официально признаны туристскими маршрутами штата.
Автодорога SR 1 обеспечивает доступ к пляжам, паркам и другим прибрежным достопримечательностям, делая маршрут популярным среди туристов. В основном, дорога пролегает вдоль побережья от округа Ориндж на юге до округа Мендосино на севере, несколько раз поворачивая вглубь материка, огибая некоторые территории с ограниченным доступом (например, базу Ванденберг).

## История
Первая часть автодороги SR 1 была построена и запущена 1913 году под другим названием. Строительство первой дороги продолжалось около 2 лет. С тех пор, на протяжении 50 лет, дорога расширялась и достраивалась, и в 1966 году первая леди США Берд Джонсон произвела официальное открытие автодороги.
20 мая 2017 года из-за оползня часть дороги в районе Биг-Сур была закрыта. Вследствие этого известный автосимулятор дальнобойщика American Truck Simulator для последующего дополнения аналогично перекрыл игровую дорогу, соответствовавшую трассе SR 1.